# Orsabaris
Orsabaris (en grec antic Ορσάβαρις) va ser filla de Mitridates VI Eupator.
Gneu Pompeu la va fer presonera i va desfilar al triomf del general romà l'any 61 aC.
El seu nom apareix a una moneda de la ciutat de Prusa a Bitínia (ΒΑΣΙΛΙΣΣΗΣ ΜΟΤΣΗΣ ΟΠΣΟΒΑΠΙΟΣ) i podria ser a causa del fet que s'hagués casat amb el rei usurpador Sòcrates de Bitínia, que tenia el suport de Mitridates del Pont.